# José Baselga
José Baselga Torres (Barcelona, 3 de julio de 1959-Baja Cerdaña, 21 de marzo de 2021) fue un oncólogo español. De 2013 a septiembre de 2018 fue director médico del Memorial Sloan Kettering Cancer Center de Nueva York y desde enero de 2019 fue director mundial de I+D del área de oncología de la farmacéutica británica AstraZeneca.

## Biografía
Estudió medicina en la Universidad Autónoma de Barcelona (UAB) e inició su formación en medicina interna en Barcelona. Completó su formación en el Hospital King's County de Brooklyn y luego en oncología en Memorial Sloan Kettering en Nueva York. Regresó a España en 1996 como profesor titular de la UAB y como coordinador del servicio de oncología del Hospital Universitario Valle de Hebrón, que posteriormente dirigió. En 2007 asumió la dirección del Instituto Oncológico de Valle d'Hebron de este hospital.
En marzo de 2010 se trasladó a Boston para dirigir, a partir de septiembre de 2010, la división de oncología —con más de 100 investigadores— del Hospital General de Massachusetts/Escuela Médica Harvard, puesto que compaginó con la dirección a distancia del Instituto de Oncología Valle de Hebrón (VHIO) de Barcelona.
Baselga proporcionó información crítica para tratamientos oncológicos dirigidos. En particular, trabajó en el desarrollo del trastuzumab, un tratamiento oncológico para cánceres de mama agresivos basado en un anticuerpo monoclonal dirigido a la proteína HER2. También participó en el desarrollo clínico de otros fármacos dirigidos para el cáncer, como cetuximab, pertuzumab, y lapatinib.
Baselga era miembro de la Asociación Americana de Investigación del Cáncer (AACR), fundador de la Fundación de Estudios e Investigación Oncológica (FERO) y del Instituto Oncológico Baselga (IOB) adscrito al hospital Quirón de Barcelona., actualmente denominado International Oncology Bureau.
De enero de 2013 a septiembre de 2018 asumió la dirección médica del Memorial Sloan Kettering Cancer Center de Nueva York. Dimitió cinco días después de una investigación conjunta del diario The New York Times y ProPublica revelara que el oncólogo no hizo públicos los pagos millonarios que recibió de las grandes multinacionales farmacéuticas y biotecnológicas.
Falleció el 21 de marzo de 2021 a causa de la enfermedad de Creutzfeldt-Jakob.

## Conflicto de intereses
En un artículo publicado en septiembre del 2018 por el diario The New York Times, producido en colaboración con la organización periodística sin ánimo de lucro ProPublica, se le acusaba de no haber hecho público en muchos de sus artículos que había recibido millones de dólares de empresas médicas y farmacéuticas. El conflicto se planteó con cerca de sesenta artículos científicos publicados con su nombre entre 2013 y 2017.
Tras revelarse el conflicto de intereses, la dirección del MSK envió una nota interna a sus empleados urgiéndoles la máxima transparencia al declarar sus vínculos con la industria farmacéutica. Cinco días después de publicarse la investigación, Balsega dimitió como director médico del Memorial Sloan Kettering Cancer Center. También dimitió de los consejos de la compañía farmacéutica Bristol-Myers Squibb y la compañía de equipamientos de radioterapia Varian Medical Systems. También dimitió de su posición como editor-jefe de la revista de la AACR Cancer Discovery.
En diciembre de 2020, el New York Times publicó que «documentos del Internal Revenue Service muestran que [MSKCC] pagó más de $1,5 millones de dólares  en indemnización al Dr. Baselga en 2018 y 2019». El hospital no quiso decir si se pagaron indemnizaciones adicionales en 2020 al Dr. Baselga. 

## Premios
Entre otros, José Baselga ha recibido los siguientes premios y honores:
- 1989 First Prize. Annual Research Competition for Residents, Department of Medicine. State University of New York, Health Sciences Center at Brooklyn.
- 1990-1991 Lederle Scholar in Clinical Oncology. Memorial Sloan-Kettering Cancer Center
- 1992 Travel Award. American Society of Clinical Oncology (ASCO).
- 1992-1993 Young Investigator Award. American Society of Clinical Oncology (ASCO).
- 1992-1994 Clinical Scholar Grant in Biomedical Research. Sloan-Kettering Institute.
- 1994-1997 Career Development Award. American Society of Clinical Oncology (ASCO).
- 1999 Young Investigator Award. American Association for Cancer Research (AACR).
- 2002-2006 Brystol-Myers Squibb Unrestricted Cancer Grant Award.
- 2003 Honorary Membership Award. The European Society for Therapeutic Radiology and Oncology (ESTRO).
- 2004 Waun Ki Hong Visiting Professorship. UTMD Anderson Cancer Center.
- 2004 Distinguished Alumni Award. 29th Annual Alumni Society Meeting. Memorial Sloan-Kettering Cancer Center.
- 2004 Elected Member. American Society of Clinical Investigation (ASCI).
- 2005 Annual Award. European Society of Medical Oncology (ESMO).
- 2005 Professional Excellence Award in Biomedicine Research. Barcelona College of Physicians.
- 2006 Premio La Clau de la Ciutat de Barcelona (La llave de la ciudad de Barcelona).
- 2006 Michael Clavel Lecture Award. 18th EORTC-NCI-AACR Symposium on Molecular Targets and Cancer Therapeutics.
- 2006 San Salvatore Prize 2006. San Salvatore Foundation.
- 2007 American- Italian Cancer Foundation (AICF) Prize for Scientific Excellence in Medicine.
- 2008 Orden Civil de Sanidad en su categoría de Comendador de Número por el Ministerio de Sanidad, Política Social e Igualdad de España.
- 2008 American Association for Cancer Research (AACR)-Rosenthal Family Foundation Award.
- 2008 Statesman Award. American Society of Clinical Oncology (ASCO).
- 2008 Premio Rey Jaime I a la Investigación Médica - Premio Rey Jaime I

## Publicaciones
Publicó más de 420 artículos científicos a lo largo de su carrera en más de 250 revistas científicas.